# Olathe (Colorado)
Olathe is een plaats (town) in de Amerikaanse staat Colorado, en valt bestuurlijk gezien onder Montrose County.

## Demografie
Bij de volkstelling in 2000 werd het aantal inwoners vastgesteld op 1573.
In 2006 is het aantal inwoners door het United States Census Bureau geschat op 1721, een stijging van 148 (9,4%).

## Geografie
Volgens het United States Census Bureau beslaat de plaats een oppervlakte van
3,4 km², geheel bestaande uit land. Olathe ligt op ongeveer 1662 m boven zeeniveau.

## Plaatsen in de nabije omgeving
De onderstaande figuur toont nabijgelegen plaatsen in een straal van 40 km rond Olathe.